# Per Appelberg (arkitekt)
Per Johan Appelberg, född den 13 april 1837 i Stockholm, död den 27 december 1891 i Sundsvall Gustav Adolfs församling, var en svensk arkitekt. Han var  stadsarkitekt i Härnösands stad 1877–1886 och därefter i Sundsvalls stad 1886–1891.
Appelberg var far till bland andra skådespelerskan Ellen Appelberg. Han är begravd på Sundsvalls Gustav Adolfs kyrkogård.